# 머리 헤드
머리 시필드 세인트 조지 헤드(영어: Murray Seafield Saint-George Head, 1946년 3월 5일 ~ )는 잉글랜드의 배우, 가수이다.